# Anerincleistus monticola
Anerincleistus monticola är en tvåhjärtbladig växtart som beskrevs av William Wright Smith. Anerincleistus monticola ingår i släktet Anerincleistus och familjen Melastomataceae. Inga underarter finns listade i Catalogue of Life.